# Salix OS
Salix OS – dystrybucja Linuksa zbudowana w oparciu o dystrybucję Slackware.

## Założenia
Z założenia Salix ma być systemem wielofunkcyjnym, koncentrującym się na aplikacjach internetowych, multimedialnych i narzędziach programistycznych. Ma być prosty, szybki i łatwy w użyciu.

## Oprogramowanie
Dystrybucja jest w pełni kompatybilna ze Slackware, dzięki czemu możliwe jest wykorzystywanie jego repozytoriów jako źródło oprogramowania. Salix umożliwia konfigurację systemu za pośrednictwem graficznego interfejsu i linii poleceń. Głównym środowiskiem graficznym jest XFCE.
Domyślnym menadżerem pakietów jest slapt-get, wraz ze swoją graficzną nakładką Gslapt.
Salix wydawany jest w dwóch wersjach: pierwsza jest zoptymalizowana dla architektury i486/i686, druga jest przeznaczona dla x86-64.